# Szalony chłopak
Szalony chłopak (ang. Alexander's Ragtime Band) – amerykański film z 1938 roku w reżyserii Henry'ego Kinga.

## Obsada
- Tyrone Power jako Alexander
- Alice Faye jako Stella Kirby
- Don Ameche jako Charlie Dwyer
- Ethel Merman jako Jerry Allen
- Jack Haley jako Davey Lane
- Jean Hersholt jako profesor Heinrich
- Helen Westley jako ciocia Sophie
- John Carradine jako taksówkarz
- Paul Hurst jako Bill
- Douglas Fowley jako Snapper
- Chick Chandler jako Louie
- Eddie Collins jako kapral Collins
- Joseph Crehan jako reżyser
- Wally Vernon jako on sam
- Ruth Terry jako Ruby
- Robert Gleckler jako Eddie
- Charles Coleman jako ober
- Stanley Andrews jako pułkownik
- Selmer Jackson jako dyrektor stacji radiowej
- Charles Williams as agent
- Carol Adams jako szatniarka
- Tyler Brooke jako asystent reżysera
- Lon Chaney Jr. jako fotograf
- Ken Darby jako członek tercetu
- Ralph Dunn jako kapitan
- James Flavin jako kapitan
- Harold Goodwin jako żandarm wojskowy
- Rondo Hatton jako bywalec barów
- Edward Keane jako major
- Robert Lowery jako reporter
- James C. Morton jako barman u Scarbie's
- Frank O'Connor jako oficer
- Edwin Stanley jako krytyk
- Charles Tannen jako sekretarz Dillinghama

## Nagrody i nominacje
| Nazwa nagrody | Wygrane                             | Nominacje |
| ------------- | ----------------------------------- | --- |
| Oscar         | 1939 Najlepsza muzyka Alfred Newman | 1939 Najlepszy film wytwórnia 20th Century Fox Najlepsza piosenka "Now It Can Be Told", wyk. Don Ameche Najlepsza scenografia Bernard Herzbrun, Boris Leven Najlepsze oryginalne materiały do scenariusza Irving Berlin Najlepszy montaż Barbara McLean |